# ويد ميجان
ويد ميجان (بالإنجليزية: Wade Megan)‏ هو لاعب هوكي الجليد أمريكي، ولد في 22 يوليو 1990 في كانتون في الولايات المتحدة.

## وصلات خارجية
- ويد ميجان على موقع دوري الهوكي الوطني (الإنجليزية)
- ويد ميجان على موقع EliteProspects.com (الإنجليزية)
- ويد ميجان على موقع Eurohockey.com (الإنجليزية)
- ويد ميجان على موقع HockeyDB.com (الإنجليزية)
- ويد ميجان على موقع Hockey-Reference.com (الإنجليزية)